# Andrei Andrejewitsch Wosnessenski

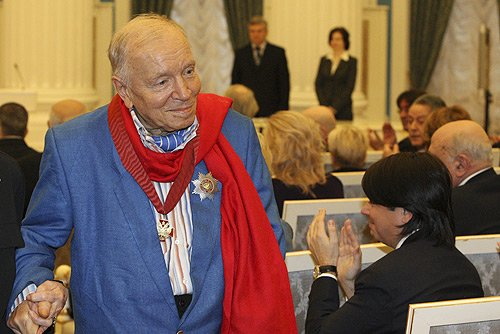
Andrei Wosnessenski am 23. Dezember 2008

Andrei Andrejewitsch Wosnessenski (russisch Андрей Андреевич Вознесенский, wiss. Transliteration Andrej Andreevič Voznesenskij; * 12. Mai 1933 in Moskau; † 1. Juni 2010 ebenda) war ein russischer Dichter und Schriftsteller. Robert Lowell nannte ihn einen „der größten lebenden Dichter aller Sprachen“.

## Leben
In seiner Jugend war Wosnessenski von Malerei und Architektur fasziniert. 1957 graduierte er am Moskauer Architektur-Institut. Dennoch war seine poetische Leidenschaft stärker, und er sandte seine Gedichte an Boris Pasternak; die gegenseitige Freundschaft war von prägendem Einfluss auf den jungen Dichter.
Seine ersten Gedichte veröffentlichte er 1958. Sie brachten sogleich seinen unverwechselbaren Stil zum Vorschein. Seine Dichtungen sind dadurch gekennzeichnet, dass sie „den Menschen der Gegenwart mit modernen Kategorien und Bildern, exzentrischen Metaphern, sowie durch ein komplexes rhythmisches und phonetisches System zur Sprache bringen“. Wladimir Majakowski und Pablo Neruda zählen zu den Dichtern, die ihn am meisten beeinflussten.
In den 1960er Jahren während der sogenannten Tauwetter-Periode unternahm Wosnessenski häufig Auslandsreisen in die USA, nach Frankreich, Deutschland, Italien und in andere Länder. Die Popularität von Wosnessenski wie auch die von Jewgeni Jewtuschenko oder Bella Achmadulina zeigte sich in zahlreichen Lesungen vor Tausenden Zuhörern in Stadien, Konzerthallen und Universitäten. Seine Gedichtsammlung Antimiry („Anti-Welten“) diente 1965 als die Grundlage für eine berühmt gewordene Aufführung am Taganka-Theater.
Wosnessenskis Freundschaft mit vielen Schriftstellern, Künstlern und Intellektuellen seiner Zeit reflektiert er in seinen Romanen und Artikeln. Er schrieb Songs für Alla Pugatschowa sowie die Texte für die erfolgreiche Rockoper Junona und Avos (Юнона и Авось, 1979), die Leben und Sterben Nikolai Resanows schildert.
1978 wurde Wosnessenski mit dem Staatspreis der UdSSR ausgezeichnet, 1983 mit dem Orden des Roten Banners der Arbeit. 1986 drückte er entgegen der offiziellen Linie Moskaus in einem Interview die Hoffnung auf die deutsche Wiedervereinigung aus.
Nach der Wende erhielt er in der Russischen Föderation 2004 und 2008 den Verdienstorden für das Vaterland 3. und 2. Stufe. Er war Ehrenmitglied von zehn Akademien, darunter der russischen Pädagogischen Akademie (1993), der American Academy of Arts and Letters und der Pariser Académie Goncourt.
Auf der documenta 8 im Jahr 1987 in Kassel wurden Aufnahmen von ihm im Rahmen der „Welt als Sprache: Akustische Poesie“ als offizieller Ausstellungsbeitrag aufgeführt.

## Ausgaben in deutscher Sprache
- Dreieckige Birne. Dreißig lyrische Abschweifungen. edition suhrkamp 43. Suhrkamp, Frankfurt am Main 1963.